# Andrew Trollope
Sir Andrew Trollope (? – Towton, 1461. március 29.) a százéves háború és a rózsák háborújának kiemelkedő angol katonai vezetője.

## Élete
Andrew Trollope életének korai szakaszáról keveset tudni, a kor krónikása, Jean de Wavrin azt írta róla, hogy alacsony származású volt. Részt vett a normandiai harcokban az 1440-es években, majd 1450-ben, Falaise feladása után visszatért Angliába. 1453-ban ismét francia földön, Calais-ban volt. 1459-ben, amikor a helyőrség parancsnoka, Richard Neville, Warwick grófja Angliába hajózott, hogy csatlakozzék Plantagenet Richárd yorki herceghez a katonáival, Trollope vele tartott.
A Ludford Bridge-i ütközet idején, 1459. október 12. éjszakáján Trollope  elfogadta VI. Henrik angol király kegyelmi ajánlatát, és a York-párti seregből átállt a Lancaster-házi erőkhöz. Mivel Trollope ismerte York terveit, Richárd és legfőbb támogatói kénytelenek voltak elmenekülni az országból.
Novemberben a bátor és tapasztalt katona hírében álló Andrew Trollope csatlakozott Henry Beauforthoz, Somerset hercegéhez, és visszatért Calais-ba. Ott megpróbálták visszafoglalni a várost York hívétől, Warwicktól. A sikertelen akció után visszatértek Angliába, de 1460-ban ismét Franciaországba mentek, miután Warwick foglyul ejtette VI. Henriket a northamptoni csatában.
Trollope decemberben már ismét Észak-Angliában volt, és részt vett a Wakefieldi csatában, amelyben a Lancasteri sereg megverte a York-párti csapatokat. Az összecsapásban meghalt Richárd, York hercege. Trollope volt az egyik vezére a Lancaster-hadaknak 1461. február 17-én a második Saint Albans-i csatában. A győztes összecsapás után Andrew Trollope-ot lovaggá ütötték. Viccelődve azt mondta, hogy nem érdemli meg a kitüntetést, mert lábsérülése miatt csak 15 York-katonát sikerült megölnie. Hat héttel később elesett a towtoni csatában.

## Átállás a királyhoz
A mai történetírás azt feltételezi, hogy Warwick valószínűleg megígérte Trollope-nak, hogy nem kell a király ellen harcolnia. Amikor kiderült, hogy Ludford Bridge-nél maga az uralkodó vezeti a sereget, Trollope nem akart csatázni. Yorkék megpróbálták elhitetni vele, hogy VI. Henrik nincs a lancasteri táborban. Később embereket is szerződtettek, akik megesküdtek rá, hogy a király halott, és még papokat is szereztek, hogy misét mondjanak az uralkodó lelki üdvéért. Andrew Trollope nem hitte el ezeket a hazugságokat, és mivel nem akarta megszegni a királyra tett esküjét, átállt.